# Ibirapuã
Ibirapuã este un oraș în statul Bahia (BA) din Brazilia.